# Liban na Mistrzostwach Świata w Lekkoatletyce 2009
Liban na Mistrzostwach Świata w Lekkoatletyce 2009, reprezentowany był przez dwoje zawodników - jednego mężczyznę i jedną kobietę. Żadnemu ze sportowców nie udało się zdobyć medalu na tych mistrzostwach.

## Występy reprezentantów Libanu

### Bieg na 200 m kobiet
| Zawodniczka     | Konkurencja | Eliminacje | Eliminacje | Półfinał       | Półfinał       | Finał          | Finał          |
| Zawodniczka     | Konkurencja | Czas       | Miejsce    | Czas           | Miejsce        | Czas           | Miejsce        |
| --------------- | ----------- | ---------- | ---------- | -------------- | -------------- | -------------- | -------------- |
| Saria Traboulsi | 200 m       | 26,90 sek. | 42.        | Nie awansowała | Nie awansowała | Nie awansowała | Nie awansowała |

### Bieg na 110 m przez płotki mężczyzn
| Zawodnik    | Konkurencja | Eliminacje | Eliminacje | Półfinał      | Półfinał      | Finał         | Finał         |
| Zawodnik    | Konkurencja | Czas       | Miejsce    | Czas          | Miejsce       | Czas          | Miejsce       |
| ----------- | ----------- | ---------- | ---------- | ------------- | ------------- | ------------- | ------------- |
| Ahmad Hazer | 110 m ppł   | 14,74 sek. | 44.        | Nie awansował | Nie awansował | Nie awansował | Nie awansował |